# فرودگاه صحرایی آهموسوئو
فرودگاه صحرایی آهموسوئو (به انگلیسی: Ahmosuo Airfield) (به زبان بومی: Ahmosuon lentokenttä) یک فرودگاه است که یک باند فرود آسفالت و شن دارد و طول باند آن ۸۰۰ متر است. این فرودگاه در شهر اولو (فنلاند) کشور فنلاند قرار دارد و در ارتفاع ۲۹ متری از سطح دریا واقع شده‌است.